# Дюри (Эна)
Дюри́ (фр. Dury) — коммуна во Франции, находится в регионе Пикардия. Департамент коммуны — Эна. Входит в состав кантона Рибмон. Округ коммуны — Сен-Кантен.
Код INSEE коммуны — 02273.

## Население
Население коммуны на 2010 год составляло 196 человек.
| 1962 | 1968 | 1975 | 1982 | 1990 | 1999 | 2010 |
| ---- | ---- | ---- | ---- | ---- | ---- | ---- |
| 232  | 219  | 192  | 203  | 181  | 177  | 196  |

## Экономика
В 2010 году среди 123 человек трудоспособного возраста (15—64 лет) 80 были экономически активными, 43 — неактивными (показатель активности — 65,0 %, в 1999 году было 57,1 %). Из 80 активных жителей работали 69 человек (39 мужчин и 30 женщин), безработных было 11 (5 мужчин и 6 женщин). Среди 43 неактивных 11 человек были учениками или студентами, 17 — пенсионерами, 15 были неактивными по другим причинам.